# Александрув (Новодворський повіт)
Александрув (пол. Aleksandrów) — село в Польщі, у гміні Чоснув Новодворського повіту Мазовецького воєводства.
Населення — 124 особи (2011).
У 1975-1998 роках село належало до Варшавського воєводства.

## Демографія
Демографічна структура станом на 31 березня 2011 року:
|          | Загалом | Допрацездатний вік | Працездатний вік | Постпрацездатний вік |
| -------- | ------- | ------------------ | ---------------- | -------------------- |
| Чоловіки | 68      | 12                 | 51               | 5                    |
| Жінки    | 56      | 11                 | 31               | 14                   |
| Разом    | 124     | 23                 | 82               | 19                   |